# Otomar Kvěch
Otomar Kvěch (25. května 1950 Praha – 16. března 2018 tamtéž) byl český hudební skladatel a pedagog.

## Hudební činnost
Kvěch se od pěti let učil hře na klavír a hudební teorii a od roku 1959 navštěvoval státní hudební školu. Od roku 1963 tři roky studoval u Jana Zdenka Bartoše a v téže době také vznikly první skladby (mj. smyčcový kvartet a symfonie). Od roku 1965 studoval na Pražské konzervatoři hru na varhany u Josefa Kubáně, skladbu u Miroslava Raichla, Františka Kovaříčka a J. Z. Bartoše a kontrapunkt a harmonii u Zdenka Hůly.
Od roku 1969 studoval kompozici na pražské HAMU u Jiřího Pauera (1 semestr ve třídě Emila Hlobila). Roku 1973 úspěšně ukončil svá studia se Symfonií pro varhany. V téže době již pracoval jako korepetitor v pražském Národním divadle a jako skladatel byl v těsném kontaktu se skladateli jako Vladimír Tichý, Miroslav Kubička, Dorothea Flaischmanová,[zdroj⁠?!] Pavel Jeřábek, Štěpán Rak, Juraj Filas, či Jiří Gemrot. Je vnímán jako myšlenkový protipól vůči moderním skladatelským tendencím, obzvláště pak tzv. Musica nova.
V roce 1976 se Otomar Kvěch stal hudebním redaktorem v Československém rozhlase. Jeho skladby byly uváděny na Týdnu nové tvorby, na Mladém podiu v Karlových Varech a na Pražském jaru, a také v tištěné podobě a na zvukových nosičích. V roce 1980 se stal tajemníkem Českého svazu hudebních skladatelů.
V 90. letech znovu nastoupil v Československém (poté Českém rozhlase) na stanici Vltava jako hudební redaktor a dramaturg. Mimo to začal vyučovat na Pražské konzervatoři hudební teorii a skladbu. Působil také jako vedoucí Skladatelského oddělení na Státní konzervatoři v Praze a vyučoval Analýzu skladeb na Hudební fakultě AMU, kde byl od června 2014 docentem.
Otomar Kvěch zemřel v Praze 16. března 2018.

## Dílo

### Orchestrální skladby
- Symfonie pro varhany a orchestr c moll, (1973), 25´, CHF, nahr.: ČRo Praha
- Symfonie Es dur (1982), 27´, CHF, nahr.: Panton
- Symfonie D dur (1984), 27´, mat.: autor, nahr.: Panton
- Symfonie pro smyčcové kvarteto a orch. e moll (1987), 30´,CHF, nahr.: ČRo Praha
- Čtvero ročních dob. Symfonie pro varhany a orch A dur (2001), 22´, mat+nahr.: ČRo Praha
- Pocta Bachovi. Svita (1971), 18´, CHF, nahr.: ČRo Plzeň
- Předehra pro orchestr (1979), 9´, CHF, nahr.: ČRo Brno
- Karneval světa. Předehra (1983), 13´, CHF, CD: Radioservis
- RUR. Passacaglia na námět hry K. Čapka (1986), 14´, mat.: ČRo, CD:Radioservis
- Capriccio. Koncert pro klavírní trio a orch. (1986), 24´, CHF. Rec.: ČRo Plzeň
- Kassadandra. Symfonický obraz pro anglický roh a orchestr (2004), 10´, mat.: autor
- Serenáda na témata českých koled (2004) 28´ mat.: autor
- Proměna. Symfonietta pro housle sólo a smyčcový orch. (1976), 13´, CHF, nahr.: ČRo Praha
- Serenata notturna pro smyčcový orchestr (1996), 26´, mat.+ nahr.: ČRo Praha
- Nocturnalia pro soubor dřevěných dechových nástrojů (1997), 13´, Alliance Publ. USA, nahr.: ČRo, CD: Praha Radioservis
- Vánoční chvalozpěv. Kantáta pro sóla, smíšený sbor a orch. (1973), 16´
- Sonáta lásky k životu pro baryton a smyčcový orchestr (1975) 15´, CHF, nahr.: ČRo Praha
- Pohádka o smrčku pro dětský sbor, dětská sóla, vypravěče a malý orchestr (1975), 23´mat. + nahr.: ČRo Praha
- V krajině vzpomínání. Cyklus písní pro vyšší hlas a smyčcový orchestr. (1977/86) 14´, CHF
- Cesta světnicí Kantáta pro baryton sólo, mužský sbor a orchestr. (1978) 17´, CHF, nahr.: Supraphon
- Rekviem pro sóla, dětský, mužský a smíšený sbor, instrumentální sólisty, varhany a orchestr. (1992) 60´, mat. autor
- Crescendo. Cyklus písní pro baryton a orchestr. (2001), 17´ nahr.: ČRo, mat.: Triga

### Dětské rozhlasové opery
- Jaro je tu (1975), 11´, mat. + nahr.: ČRo Praha
- Před vánocemi (1978), 17´, mat. + nahr.: ČRo Praha
- Jak přišel podzim (1980), 8 ´, mat. + nahr.: ČRo Praha

### Komorní skladby
- Smyčcový kvartet č.1 (1972), 20´, man.
- Smyčcový kvartet č. 2 (1973), 16´, CHF, CD: Radioservis
- Smyčcový kvartet č.3 (1974), 15´, man., rec,: ČRo Praha
- Smyčcový kvartet č.4 (1979), 15´, CHF, nahr.: ČRo Praha, Panton
- Smyčcový kvartet č.5 (1985), 12´, Supraphon, nahr.: ČRo Praha
- Smyčcový kvartet č.6 – Mozartův stesk (2006), 12´, man. nahr.: ČRo Praha
- Smyčcový kvartet č.7 (2002), 15´, mat. autor, nahr.: ČRo Praha
- Smyčcový kvartet č. 8 (2005) se sólovým sopránem, mat. autor
- Klavírní kvintet (1990), 20´ man., nahr.: ČRo Praha
- Sextet pro hoboj, harfu a smyčcové kvarteto – Hrubínovské variace,(1999), 23´, man. CD: Radioservis
- Sonáta pro housle a klavír č. 1 (1974), 15´, man., nahr.: ČRo Praha
- Sonáta pro housle a klavír č. 2 (1980), 22´, CHF, nahr.: ČRo Praha
- Sonáta pro housle a klavír č. 3 (1982), 15´, CHF, nahr.: ČRo Praha
- Scherzo pro housle a klavír (1979), 6´, CHF
- Sonáta pro violu a klavír (1989), 19´, man., nahr.: ČRo Praha
- Sonáta pro violoncello a klavír (1985), 15´, CHF, nahr.: ČRo Praha
- Trio klavír, housle a violoncello (1976), 14´, Panton, nahr.: ČRo Praha CD: Konzervatoř Praha
- Duo pro housle a violoncello (1983), 11´, man., nahr.: ČRo Praha
- Scherzo pro 5 Violoncell (1988), 6´ man.
- Shakespearovské ozvěny pro flétnu, housle, violoncello a klavír (1974/96), 10´, man., CD: Triga
- Otisky pro flétnu, basklarinet (violoncello) a klavír (1988), 10´, man.
- Sonáta pro klavír (1977), 11´, CHF, nahr.: ČRo Praha
- Album. Cyklus skladeb pro klavír (1988), 33´, man., nahr.: ČRo Praha
- Taneční fantasie pro kytarové kvarteto (1988), 7´, man., nahr.: ČRo Praha
- Malá svita pro varhany (1972), 7´,man.,nahr.: ČRo Praha
- Pražské panorama pro varhany (1982), 6 ´, Panton, nahr.: ČRo Praha
- Portrét. Sonáta – fantasie pro varhany. (1986), 10´, man., nahr.: ČRo Praha CD: Kalendář Liberecka
- Chorální sonáta pro varhany (2000), 14´, man. nahr.: ČRo Praha
- Variační sonáta pro varhany (2003), 10´, man. nahr.: ČRo Praha
- 3 Momentky pro Akordeon (1973), 5´, Supraphon
- Introdukce, fuga a coda pro akordeon (1978), 8´, CHF
- 6 preludií pro flétnu sólo (1983), 10´, Panton
- Furioso. Tanec pro hoboj a klavír (1977), 5´, CHF,
- 3 pastorale pro hoboj solo (1994), 8´, Eset,
- Sonáta pro hoboj a klavír (1995), 15´, Triga, nahr.: ČRo Praha
- Hudba pro soutěž pro fagot a klavír (1974), 8´, CHF, nahr.: ČRo Plzeň
- Trio pro hoboj, klarinet a fagot (1987), 8 ´, man., nahr.: ČRo Hradec Králové
- Duo pro hoboj a fagot (1985), 6 ´,man.,
- Idyllica pro hoboj, klarinet a fagot - ossia: 3 basetové rohy nebo 4 klarinety, (1996) 8´, nahr.: ČRo Praha (4 clarinetti)
- Kvintetiáda pro dechové kvinteto (1974), 15´, CHF, nahr.: Panton
- Muzikou zní každá žilka. Polka for choir of flute a bec. (1992), 2´, man., nahr.: ČRo Praha
- Adagio a Allegro pro tubu a klavír (1980), 6´, CHF
- Sonáta pro varhany č. 4 (2005), 20´

### Komorní vokální kompozice
- Když zašla cesta. Cyklus písní pro soprán a klavír (1972), 17´, Panton, nahr.: Panton
- Co v sobě skrýváš. Cyklus písní pro baryton a klavír (1976), 10´, man., nahr.: ČRo Praha
- V krajině vzpomínání. Cyklus písní pro vyšší hlas a klavír (1977), 12´, Panton, nahr.: Panton
- Pijácké popěvky. Cyklus písní pro baryton a klavír. (1983), 10´, Kulturní dům Příbram, nahr.: ČRo Plzeň
- Aufer a nobis. Píseň pro hlas a varhany (1992), 5´, man., CD: Kalendář Liberecka
- Alleluja. Píseň pro hlas a varhany (1996), 4´, man.,

### Sborové kompozice
- Ukolébavka pro Martina pro komorní mužský sbor. (1978), 4´, CHF
- Tři mužské sbory s křídlovkou na Ladovy obrázky (text: K. Bednář) (1982), 10´,man. nahr.: ČRo Olomouc
- Kuchyňská kapela. Píseň pro dětský sbor (text: J. Krůta) (1983), 2´, man.,
- Ze Sci-fi zápisníku. 3 ženské sbory (text: T. Janovic), (1985), 5´, man.,
- Jarní motivy. Cyklus smíšených sborů a capp. (ad. lib.: 2 viol and cello) (1987), 11´., man., nahr.: ČRo Praha
- Vivat Komenský. Cyklus písní pro dětský sbor (text: V. Fischer) (1988), 12´, man.,
- Missa con viola obligata pro smíšený sbor, sólovou violu, bicí a varhany, 30´, man.,